# Cratere Urazbike
Urazbike  è un cratere sulla superficie di Venere.